# Trout Mask Replica
Albums de Captain Beefheart and His Magic Band
Strictly Personal
(1968) Lick My Decals Off, Baby
(1970)
Trout Mask Replica est le troisième album de Captain Beefheart and His Magic Band. L'album, enregistré en studio, est produit par Frank Zappa, un ami et ancien camarade de chambre de Beefheart (Don Van Vliet), et sort à l'origine sur le label de Zappa, Straight Records, en 1969. Combinant du blues, du free jazz, et d'autres styles disparates de musique américaine, il est considéré comme une œuvre majeure de musique avant-gardiste.

## Histoire
Trout Mask Replica est le successeur de Strictly Personal, réalisé avec le producteur californien Bob Krasnow. Tandis que le groupe effectuait une tournée en Europe, Krasnow avait travaillé sur les bandes de l'album et les avait modifiées sur la version finale sans l'accord de Van Vliet, en ajoutant de multiples effets sonores psychédéliques, alors très en vogue. Le succès est au rendez-vous mais Van Vliet se sent trahi, et réagit en allant se reclure dans une maison perdue dans la vallée de San Bernardo. C'est là que Frank Zappa, vieil ami de Beefheart, vient le trouver et lui propose d'enregistrer ensemble son nouvel album : ce sera Trout Mask Replica, que Zappa qualifie de « point culminant de notre association ».
Le guitariste Bill Harkleroad et le bassiste Mark Boston ont récemment rejoint le Magic Band. Don Van Vliet commence déjà à donner des surnoms à ses partenaires : Harkleroad est plus connu sous le nom de « Zoot Horn Rollo », Boston sous celui de « Rockette Morton », tandis que John French devient « Drumbo » et Jeff Cotton est « Antennae Jimmy Semens ». Le cousin de Beefheart joue également de la clarinette basse sur l'album sous le pseudonyme de « The Mascara Snake ».
Selon la légende, les 28 chansons de l'album ont été écrites d'un trait par Beefheart, en huit heures et demie. Cependant, les répétitions, dans la maison de ce dernier à Los Angeles, durent des semaines. Van Vliet impose à ses compagnons une vie communautaire drastique et un travail intense : ils ne peuvent quitter la maison, se nourrissent peu, et jouent près de quatorze heures par jour ; chacun d'entre eux doit apprendre le saxophone.
Les bandes de l'album sont enregistrées live par Zappa au cours d'une session d'enregistrement très brève. Le groupe jamme dans une pièce, Beefheart joue du saxophone et chante, isolé dans une autre pièce, n'entendant ses partenaires qu'à travers la fenêtre du studio.
Le morceau The Blimp (Mousetrapreplica) n'est en réalité pas joué par le Magic Band mais par les Mothers of Invention de Frank Zappa. Le morceau en question est Charles Ives, hommage au compositeur américain. Il figure en version live sur l'album You Can't Do That On Stage Anymore, Vol. 5.

## Style
Trout Mask Replica marque une rupture radicale avec toutes les normes préétablies dans la musique rock. « Absolument tout ce qu'il contiendrait serait marqué par le refus du conformisme ».
L'album combine les sonorités du blues et la liberté du free jazz. On y remarque ainsi des influences musicales venues de Albert Ayler, John Coltrane et Bo Diddley. Le chant surréaliste de Beefheart rappelle quant à lui les cris de Howlin' Wolf (une vieille influence de Beefheart), mais aussi certaines chansons de marins. Radicalisant les expérimentations entamées sur ses disques précédents, Beefheart invente un « blues cubiste et concassé » sur fond de rythmiques « conflictuelles » et syncopées, le tout parsemé d'une guitare slide abrasive, de boucles de batteries, d'un saxophone imposant et de clarinette basse.
Si les paroles des chansons semblent à première vue absurdes et impénétrables, une étude plus approfondie révèle un usage complexe de jeux de mots et de métaphores poétiques, qui renvoient à bon nombre de références : histoire de la musique, politique américaine et internationale, Shoah, amour, sexualité, Steve Reich, gospel, déviance, etc. Les paroles reflètent de profondes préoccupations sur la civilisation moderne et son impact sur l'environnement, et tendent à soutenir l'idée d'une supériorité des animaux sur les êtres humains.
La pochette du disque est réalisée par Cal Schenkel.

## Héritage
Dès sa sortie, l'album est accueilli comme un chef-d'œuvre de musique expérimentale.
Don Van Vliet profite d'un accueil critique très favorable, en particulier l'interview de 1970 avec Langdon Winner de Rolling Stone, pour lancer plusieurs légendes qui resteront tenaces. L'article de Winner disait par exemple que ni Van Vliet ni les membres du Magic Band n'avaient jamais pris de drogue, fait démenti plus tard par le guitariste Bill Harkleroad. Il dit aussi que Harkleroad et Mark Boston avaient appris la musique sur le tas, alors qu'ils étaient en réalité des musiciens déjà accomplis avant d'entrer dans le groupe.
Le célèbre DJ John Peel dit à propos de l'album: « S'il existe une seule chose dans l'histoire de la musique populaire qui puisse être décrit comme une œuvre d'art, au sens compris par ceux qui travaillent dans d'autres domaines de l'art, Trout Mask Replica est probablement cette œuvre. ». Peel a sans doute beaucoup aidé l'album à se hisser dans le charts britanniques en en diffusant des extraits dans ses émissions.
« Le plus extravagant des disques de rock » selon Philippe Robert apparaît dans de nombreuses sélections d'albums essentiels : 28e dans le classement de Mojo en 1995, The 100 Greatest Albums Ever Made (« Les 100 plus grands albums jamais réalisés »), 51e dans The 100 Records That Changed the World (« Les 100 disques qui ont changé le monde »), 58e au classement des 500 meilleurs albums selon Rolling Stones, dans la discothèque idéale de Philippe Manœuvre, dans Les 1001 albums qu'il faut avoir écoutés dans sa vie de Robert Dimery et dans un très grand nombre d'autres listes encore.

## Pistes
Chansons écrites par Van Vliet, produites par Frank Zappa.
| 1. | Frownland                                     | 1:41 |
| 2. | The Dust Blows Forward 'n the Dust Blows Back | 1:53 |
| 3. | Dachau Blues                                  | 2:21 |
| 4. | Ella Guru                                     | 2:26 |
| 5. | Hair Pie: Bake 1                              | 4:58 |
| 6. | Moonlight on Vermont                          | 3:59 |

| 7.  | Pachuco Cadaver                | 4:40 |
| 8.  | Bills Corpse                   | 1:48 |
| 9.  | Sweet Sweet Bulbs              | 2:21 |
| 10. | Neon Meate Dream of a Octafish | 2:25 |
| 11. | China Pig                      | 4:02 |
| 12. | My Human Gets Me Blues         | 2:46 |
| 13. | Dali's Car                     | 1:26 |

| 14. | Hair Pie: Bake 2      | 2:23 |
| 15. | Pena                  | 2:33 |
| 16. | Well                  | 2:07 |
| 17. | When Big Joan Sets Up | 5:18 |
| 18. | Fallin' Ditch         | 2:08 |
| 19. | Sugar 'n Spikes       | 2:30 |
| 20. | Ant Man Bee           | 3:57 |

| 21. | Orange Claw Hammer           | 3:34 |
| 22. | Wild Life                    | 3:09 |
| 23. | She's Too Much for My Mirror | 1:40 |
| 24. | Hobo Chang Ba                | 2:02 |
| 25. | The Blimp (mousetrapreplica) | 2:04 |
| 26. | Steal Softly thru Snow       | 2:18 |
| 27. | Old Fart at Play             | 1:51 |
| 28. | Veteran's Day Poppy          | 4:31 |

## Personnel
- Captain Beefheart – chant, harmonica, saxophone ténor, saxophone soprano, clarinette basse, musette, simran horn, cor d'harmonie, jingle bells
- Bill Harkleroad (crédité sous le nom de Zoot Horn Rollo) – guitare, flûte
- Jeff Cotton (Antennae Jimmy Semens) – guitare, chant sur "Pena" et "The Blimp"
- Victor Hayden (The Mascara Snake) – clarinette basse, chant additionnel
- Mark Boston (Rockette Morton) – guitare basse
- John French (Drumbo) – batterie, percussion
- Doug Moon - guitare sur « China Pig ».
- Gary "Magic" Marker - basse sur « Moonlight on Vermont », « Veteran's Day Poppy »
- Frank Zappa - voix sur « Pena », « The Blimp »
- Roy Estrada - basse sur « The Blimp » (non crédité)
- Arthur Tripp III - batterie & percussions sur « The Blimp » (non crédité)
- Don Preston - piano sur « The Blimp » (non crédité)
- Ian Underwood et Bunk Gardner - saxophones ténor et alto « The Blimp » (non crédité)
- Buzz Gardner - trompette sur « The Blimp » (non crédité)

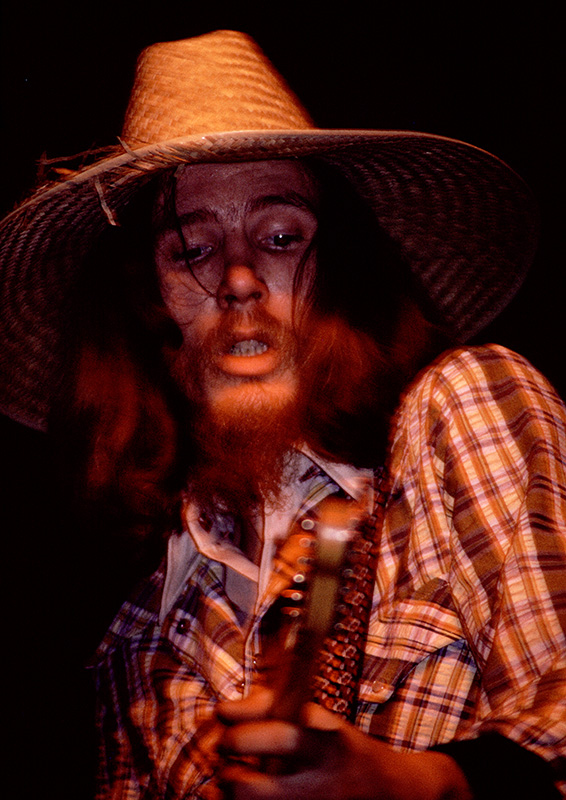
Zoot Horn Rollo, concert de Captain Beefheart and his Magic Band à l'université de Leeds le 2 mai 1973, photo Alastair Thompson